# Kalkkammossa
Kalkkammossa (Ctenidium molluscum) är en mossa som liksom dess namn antyder trivs i kalkrika områden, till exempel i rikkärr. Det är en guldgulaktig till gröngulaktig mossa med ett mattbildande växtsätt. Skotten är nedliggande och försedda med 4-8 millimeter långa sidogrenar, regelbundet ordnade i par. Sporhus är sällsynta.
Kalkkammossan är Gotlands landskapsmossa.